# Cadetia
Cadetia es un género que tiene asignadas unas 82 especies de orquídeas. Es originario de Borneo y del sudoeste del Océano Pacífico.

## Descripción
En su mayoría están distribuidas por Nueva Guinea y el resto entre Australia y de Indonesia.  Son  orquídeas pequeñas, con pseudobulbos con una sola hoja. Florece más de una vez al año, y  las flores son de color blanco.

## Taxonomía
El género fue descrito por Charles Gaudichaud-Beaupré    y publicado en Voyage autour du monde, entrepris par ordre du roi, . . . éxécuté sur les corvettes de S. M. l'Uranie et la Physicienne, pendant les années 1817, 1818, 1819 et 1820; . . . Botanique 422. 1829.
Etimología
El nombre de este género (Cadetia) fue dado en honor del químico francés Charles Louis Cadet de Gassicourt (1769 - 1821). 

## Especies aceptadas
A continuación se brinda un listado de las especies del género Cadetia aceptadas hasta agosto de 2014, ordenadas alfabéticamente. Para cada una se indica el nombre binomial seguido del autor, abreviado según las convenciones y usos.	
- Cadetia albiflora (Ridl.) Schltr. (1912)
- Cadetia angustifolia Blume (1849)
- Cadetia apiculifera (J.J.Sm.) Schltr. (1922)
- Cadetia aprina (J.J.Sm.) Schltr. (1912)
- Cadetia aprinoides (J.J.Sm.) A.D.Hawkes (1961)
- Cadetia arfakensis (J.J.Sm.) Schltr. (1922)
- Cadetia bicornuta Schltr. (1919)
- Cadetia biloba Blume (1849)
- Cadetia ceratostyloides (J.J.Sm.) Schltr. (1912)
- Cadetia chamaephytum (Schltr.) Schltr. (1912)
- Cadetia chionantha (Schltr.) Schltr. (1912)
- Cadetia citrina (Ridl.) Schuit. (1994)
- Cadetia clausa D.L.Jones & M.A.Clem. (2006)
- Cadetia collina Schltr. (1912)
- Cadetia collinsii Lavarack (1981)
- Cadetia crassula Schltr. (1912)
- Cadetia cuneilabia Schltr. (1922)
- Cadetia cyclopensis (J.J.Sm.) Schltr. (1922)
- Cadetia doormanii (J.J.Sm.) Schuit. (1994)
- Cadetia echinocarpa Schltr. (1912)
- Cadetia finisterrae Schltr. (1912)
- Cadetia funiformis (Blume) Schltr. (1912)
- Cadetia goliathensis (J.J.Sm.) Schltr. (1912)
- Cadetia heteroidea (Blume) Schltr. (1912)
- Cadetia hispida (A.Rich.) Schltr. (1912)
- Cadetia homochroma (J.J.Sm.) Schltr. (1922)
- Cadetia imitans Schltr. (1912)
- Cadetia karoensis (Schltr.) Schltr. (1912)
- Cadetia lagorum (P.Royen) Schuit. (1994)
- Cadetia latoureoides Schltr. (1922)
- Cadetia ledifolia (J.J.Sm.) W.Kittr. (1984 publ. 1985)
- Cadetia legareiensis (J.J.Sm.) Schltr. (1922)
- Cadetia lucida Schltr. (1912)
- Cadetia macroloba (J.J.Sm.) Schltr. (1912)
- Cadetia maideniana (Schltr.) Schltr. (1912)
- Cadetia maliliensis (J.J.Sm.) Schuit. (1998)
- Cadetia micronephelium (J.J.Sm.) Schltr. (1922)
- Cadetia microphyton (L.O.Williams) Christenson (1992)
- Cadetia opacifolia (J.J.Sm.) Schltr. (1922)
- Cadetia ordinata (J.J.Sm.) Schltr. (1922)
- Cadetia parvula Schltr. (1912)
- Cadetia platyloba Schltr. (1922)
- Cadetia potamophila Schltr. (1912)
- Cadetia pseudoaprina (J.J.Sm.) Schuit. (1994)
- Cadetia quadrangularis P.J.Cribb & B.A.Lewis (1989)
- Cadetia quadriquetra Schltr. (1922)
- Cadetia quinqueloba Schltr. (1912)
- Cadetia recurvata Blume (1849)
- Cadetia remotisepala (J.J.Sm.) Schuit. (1994)
- Cadetia sayeri (Schltr.) Schltr. (1912)
- Cadetia sepikana Schltr. (1922)
- Cadetia siewhongii P.O'Byrne (1996)
- Cadetia similis Blume (1849)
- Cadetia stenocentrum (Schltr.) Schltr. (1912)
- Cadetia subfalcata (J.J.Sm.) Schltr. (1922)
- Cadetia subradiata (J.J.Sm.) Schltr. (1922)
- Cadetia takadui Schltr. (1912)
- Cadetia taylorii (F.Muell.) Schltr. (1912)
- Cadetia transversiloba (J.J.Sm.) Schltr. (1912)
- Cadetia triquetra (Ridl.) Schltr. (1912)
- Cadetia umbellata Gaudich. (1829)